# Devatgal, Devadurga
Devatgal là một làng thuộc tehsil Devadurga, huyện Raichur, bang Karnataka, Ấn Độ.